# سباق يوروميتروبول 2016
سباق يوروميتروبول 2016 (بالفرنسية: Eurométropole Tour 2016)‏ هو سباق دراجات هوائية، وهو الموسم رقم 76 من نفس السباق، وأقيم في 2 أكتوبر 2016، وامتدّ لمسافة 195.6 كيلومتر، وهو أحد سباقات طواف أوروبا للدراجات 2016، وهو من نوع سباق الدراجات، وقد شارك في السباق 191 متسابقاً ووصل إلى نهايته 35 متسابقاً.
فاز فيه بالمركز الأول ديلان جروينويغن، وبالمركز الثاني أوليفر ناسن، وبالمركز الثالث توم بونن.

## الفرق
| فرق عالمية (6)- Etixx-Quick Step - FDJ - IAM Cycling - Lotto-Soudal - Katusha - Lotto NL-Jumbo فرق قارية محترفة (4)- Cofidis, Solutions Crédits - Fortuneo-Vital Concept - سبورت فلاندرين بالويس 2016 ‏ - Wanty-Groupe Gobert فرق قارية (11)- Bingoal WB Devo Team ‏ - Pauwels Sauzen–Vastgoedservice ‏ - D'Amico–UM Tools ‏ - Leopard TOGT Pro Cycling ‏ - Van Rysel–Roubaix ‏ - سوبرانو هام ايزوريكس ‏ - بوديسول يوروميليونز بول كونتيننتال والون 2016 ‏ - Team3M ‏ - Veranclassic–Ago ‏ - فيرانداس ويلمز 2016 ‏ - بنجوال باوليز ساوكس دبليو بي ‏ |  |
| |  |

## التصنيف العام النهائي
| التصنيف العام | التصنيف العام   | التصنيف العام | التصنيف العام               | التصنيف العام |        |
| الدراج        | الدراج          | البلد         | الفريق                      | الوقت         | السرعة |
| ------------- | --------------- | ------------- | --------------------------- | ------------- | ------ |
| 1.            | ديلان جروينويغن | هولندا        | لوتو إن إل-جامبو            | 4 س 12 د 55 ث |        |
| 2.            | أوليفر ناسن     | بلجيكا        | IAM                         | + 0 ث         |        |
| 3.            | توم بونن        | بلجيكا        | Etixx-Quick Step            | + 0 ث         |        |
| 4.            | أموري كابيو     | بلجيكا        | Topsport Vlaanderen-Baloise | + 0 ث         |        |
| 5.            | فلوريان سينيشال | فرنسا         | كوفيديس                     | + 0 ث         |        |
| 6.            | Nils Politt ‏    | ألمانيا       | كاتيوشا                     | + 0 ث         |        |
| 7.            | Joeri Calleeuw ‏ | بلجيكا        | Verandas Willems            | + 0 ث         |        |
| 8.            | ينس ديبوشار     | بلجيكا        | لوتو سودال                  | + 0 ث         |        |
| 9.            | مارتن ينانتس    | بلجيكا        | لوتو إن إل-جامبو            | + 0 ث         |        |
| 10.           | يورغن رويلاندز  | بلجيكا        | لوتو سودال                  | + 0 ث         |        |

## وصلات خارجية
- سباق يوروميتروبول 2016 على موقع إحصائيات الدراجات الإحترافية (الإنجليزية)